# Distretto di Tha Chana
Il distretto di Tha Chana (in thailandese: ท่าชนะ) è un distretto (amphoe) della Thailandia, situato nella provincia di Surat Thani.